# Thomas van der Mars
Thomas van der Mars (Gouda, 15 novembre 1990) è un cestista olandese.

## Palmarès

### Squadra
- Campionato estone: 1

Kalev/Cramo: 2017-18
- Campionato olandese: 1

Heroes Den Bosch: 2021-22
- Supercoppa d'Olanda: 1

Heroes Den Bosch: 2022
- Coppa d'Olanda: 1

Heroes Den Bosch: 2024

### Individuali
- FEB Eredivisie MVP finali: 1

Heroes Den Bosch: 2021-22